# 库尔特·洛伊希特
库尔特·洛伊希特（德語：Kurt Leucht，1903年3月31日—1974年11月2日），德国男子摔跤运动员。他曾代表德国参加1928年夏季奥林匹克运动会摔跤比赛，获得男子古典式58公斤级金牌。